# Aculepeira vittata
Aculepeira vittata là một loài nhện trong họ Araneidae.
Loài này thuộc chi Aculepeira. Aculepeira vittata được miêu tả năm 1948 bởi Gerschman & Schiapelli.